# 신카리카치 신호장
신카리카치 신호장(일본어: 新狩勝信号場)은 일본 홋카이도 가미카와 군 신토쿠정에 있는 홋카이도 여객철도 네무로 본선의 신호장이다.

## 구조
신카리카치 터널의 신토쿠 쪽 출구의 바로 옆에 있는 교환 가능한 2선의 신호장. 교행되지 않고, 건물쪽의 1번선을 하행열차가, 2번선을 상행 열차가 통과한다.

## 주변
- 국도 제38호선

## 역사
- 1966년 9월 30일 : 신설.
- 1981년 10월 1일 : 세키쇼 선 개업.
- 1987년 4월 1일 : 민영화에 의해, 홋카이도 여객철도로 이관.

## 인접 정차역
| 홋카이도 여객철도 네무로 본선     | 홋카이도 여객철도 네무로 본선 | 홋카이도 여객철도 네무로 본선 |
| --------------------------------- | ----------------------------- | ----------------------------- |
| 가미오치아이 신호장 다키카와 방면 | 네무로 본선                   | 히로우치 신호장 구시로 방면   |